# Karl Hayessen
Karl Hayessen (* 1865 in Klettenberg bei Nordhausen; † 26. September 1947 in Bornstedt-Neuglück bei Eisleben) war ein deutscher Verwaltungsbeamter.

## Leben
Karl Hayessen studierte Rechtswissenschaften an der Eberhard Karls Universität Tübingen. 1886 wurde er Mitglied des Corps Suevia Tübingen. Nach dem Studium und der Promotion trat er in den preußischen Staatsdienst ein. 1893 legte er das Regierungsassessor-Examen bei der Regierung in Merseburg ab. Von 1901 bis 1908 war er Landrat des Kreises Bomst und von 1915 bis 1918 des Kreises Fraustadt. 1920 wurde er in Berlin als Oberregierungsrat Leiter des Fürsorgeamtes für Beamte aus den Grenzgebieten.
1919 wurde Hayessen Mitglied der Gesetzlosen Gesellschaft zu Berlin.